# Benjamin von Stuckrad-Barre
Benjamin von Stuckrad-Barre (ur. 27 stycznia 1975 w Bremie) – niemiecki pisarz.

## Dzieła
- Soloalbum, 1998
- Livealbum, 1999
- Remix, 1999
- Blackbox, 2000
- Transkript, 2001
- Deutsches Theater, 2001
- Festwertspeicher der Kontrolgesellschaft. Remix 2, 2004
- Was.Wir.Wissen., 2005